# Presenting...Jackie McLean
| Recensione | Giudizio |
| ---------- | -------- |
| AllMusic   | [ 1 ]    |

Presenting...Jackie McLean è il primo album del sassofonista statunitense di jazz Jackie McLean, pubblicato dalla Ad Lib Records nel febbraio del 1956.
Il disco fu pubblicato in seguito con gli stessi brani ma differenti titoli: The New Tradition (Ad Lib Records, ADL 6601) e The Jackie McLean Quintet (Jubilee Records, JLP 1064).

## Tracce
Lato A
1. It's You or No One – 6:48 (Jule Styne, Sammy Cahn)
2. Blue Doll – 6:57 (Jackie McLean)
3. Little Melonae – 6:26 (Jackie McLean)

Durata totale: 20:11
Lato B
1. The Way You Look Tonight – 6:27 (Dorothy Fields, Jerome Kern)
2. Mood Melody – 6:53 (Mal Waldron)
3. Lover Man – 6:34 (Jimmy Davis, James Sherman, Roger Ram Ramirez)

Durata totale: 19:54

## Musicisti
- Jackie McLean - sassofono alto
- Donald Byrd - tromba (eccetto nel brano: Lover Man)
- Mal Waldron - pianoforte
- Doug Watkins - contrabbasso
- Ronald Tucker - batteria